# شو تيلي
شو تيلي (1 فبراير 1877 - 28 نوفمبر 1968) (بالصينية: 徐特立) هو سياسي صيني. كان أستاذ ماو تسي تونغ وتيان هان.
كان شو عضوا في اللجنة المركزية السابعة والثامنة للحزب الشيوعي الصيني.

## مسيرته

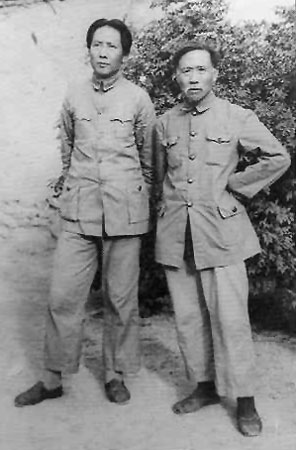
شو تيلي وماو تسي تونغ في يانان سنة 1936

ولدت شو بتاريخ 1 فبراير 1877 في مقاطعة تشانغشا، تشانغشا، خونان، خلال عهد أسرة تشينغ. في سن الرابعة، توفيت والدته. في عام 1885، أرسل شو إلى المدرسة في سن التاسعة.
في عام 1911، شارك شو في ثورة شينهاي وانتفاضة خونان.
في عام 1919، درس شو العلوم الطبيعية في جامعة باريس، كما زار بلجيكا وألمانيا.
في عام 1928، أرسل شو إلى «جامعة موسكو سون يات سين» للدراسة على حساب الحكومة.
في عام 1934، شارك شو في المسيرة الطويلة.
في 28 نوفمبر 1968، خلال الثورة الثقافية، توفي شو في بكين.